# 亞伯拉罕·藍波
亞伯拉罕·藍波（希伯來語：‎，羅馬化：Abraham Lempel，1936年2月10日—2023年2月4日）是一名以色列計算機科學家，也是LZ無損數據壓縮家族的創始人之一。他與傑可布·立夫和特里·韦尔奇開發了LZW無損數據壓縮算法。

## 生平
藍波在1936年2月10日出生於波蘭第二共和國利沃夫（今烏克蘭利沃夫）。他就讀於以色列理工學院，分別在1963年、1965年與1967年獲得理學學士、理學碩士與理學博士學位。1977年起，他任職正教授。藍波現在是以色列理工學院的榮譽教授。
他的歷史性重要工作首先為在IEEE《訊息論》雜誌（1977年5月）的一篇題為《A Universal Algorithm for Sequential Data Compression》的論文中介紹LZ77算法，該論文是與傑可布·立夫共同撰寫。
他是1998年IEEE訊息論學會技術革新金禧獎的獲獎者，並在2007年被授予IEEE理察·衛斯里·漢明獎章，以表彰其在「數據壓縮方面的開創性工作，尤其是LZ算法」。
藍波於1994年創建以色列惠普實驗室，並擔任該實驗室主任直至2007年10月。

## 研究工作
由藍波與傑可布·立夫開發的LZ77與LZ78算法導致許多衍生作品，包括用於GIF圖像格式的LZW算法，以及用於7-Zip和xz壓縮機的LZMA算法，這些算法也被用於最初發表的格式，如PNG圖像格式中使用的DEFLATE。

## 個人傳記
- Jacob Ziv, Abraham Lempel. . IEEE Transactions on Information Theory（英语：IEEE Transactions on Information Theory）. May 1977, 23 (3): 337–343. CiteSeerX 10.1.1.118.8921 . doi:10.1109/TIT.1977.1055714.

## 外部連結
- Abraham Lempel – GHN: IEEE Global History Network
- Abraham Lempel在中的页面
- Technion: Computer Science Department: Prof. Abraham Lempel （页面存档备份，存于）
- .   [June 9, 2009]. （原始内容存档于July 6, 2008）.
- 亞伯拉罕·藍波在數學譜系計畫的資料。